# Kimi Tsunagi Five M
Kimi Tsunagi Five M (jap. 君繋ファイブエム Kimi tsunagi faibu emu) − pierwszy długogrający album japońskiej grupy muzycznej Asian Kung-Fu Generation, wydany 19 listopada 2003. Pochodzą z niego z single "Mirai no Kakera" oraz "Kimi to Iu Hana".

## Lista utworów
1. "Flash Back" (jap. フラッシュバック Furasshubakku) – 1:58
2. "Mirai no Kakera" (jap. 未来の破片) – 4:45
3. "Denpatō" (jap. 電波塔) – 3:31
4. "Understand" (jap. アンダースタンド Andāsutando) – 3:44
5. "Natsu no Hi, Zanzō" (jap. 夏の日、残像) – 4:41
6. "Mugen Glider" (jap. 無限グライダー Mugen guraidā) – 5:07
7. "Sono Wake wo" (jap. その訳を) – 4:36
8. "N.G.S." – 2:54
9. "Jihei Tansaku" (jap. 自閉探索) – 3:28
10. "E" – 4:12
11. "Kimi to Iu Hana" (jap. 君という花) – 6:10
12. "No Name" (jap. ノーネーム Nōnēmu) – 5:00